# Hainaut (tartomány)
Hainaut (franciául; angolul hagyományosan Hainault, hollandul: Henegouwen, németül: Hennegau, vallonul: Hinnot) a belgiumi Vallónia régió legnyugatibb fekvésű tartománya. Északról az óramutató járásának megfelelően Nyugat-Flandria, Kelet-Flandria, Flamand-Brabant és Vallon-Brabant, valamint Namur belga tartományokkal, illetve Franciaországgal határos.
A tartomány székhelye Mons városa, teljes területe 3800 km², amelyet 7 adminisztratív körzetre (járásra) és összesen 69 helyi önkormányzatra osztottak fel.
A tartomány a középkorban önálló fejedelemség volt.

## A tartomány kormányzóinak listája
- 1836 - 1841   Jean-Baptiste Thorn (liberális)
- 1841 - 1845   Charles Liedts (liberális)
- 1845 - 1847   Edouard Mercier (liberális)
- 1847 - 1848   Augustin Dumon-Dumortier (liberális)
- 1848 - 1849   Adolphe de Vrière (liberális)
- 1849 - 1870   Louis Troye (liberális)
- 1870 - 1878   Joseph de Riquet de Caraman-Chimay (Katolikus párt)
- 1878              Auguste Wanderpepen
- 1878 - 1884   Oswald de Kerchove de Denterghem (liberális)
- 1884 - 1885   Auguste Vergote
- 1885 - 1889   Joseph d'Ursel   (Katolikus párt)
- 1889 - 1893   Charles d'Ursel (Katolikus párt)
- 1893 - 1908   Raoul du Sart de Bouland
- 1908 - 1937   Maurice Damoiseaux
- 1937 - 1940   Henri Van Mol
- 1944 - 1967   Émile Cornez
- 1967 - 1978   Emilien Vaes
- 1983 - 2004   Michel Tromont (PRL)
- 2004 - napjaink  Claude Durieux

## A tartomány közigazgatási felosztása
A tartományban 7 járás található:

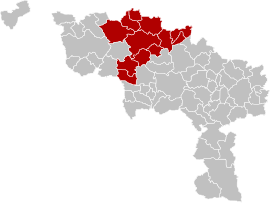
Ath
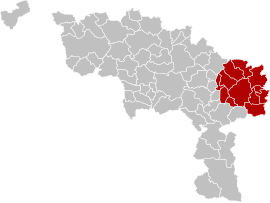
Charleroi
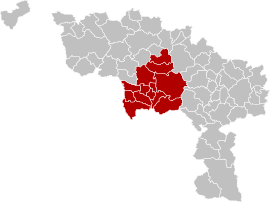
Mons

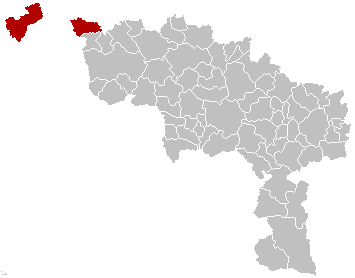
Mouscron
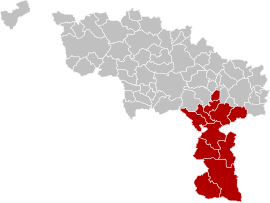
Thuin
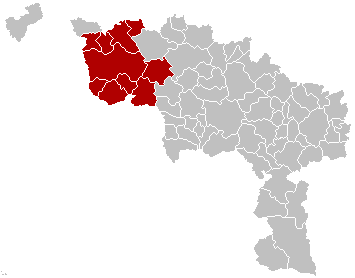
Tournai
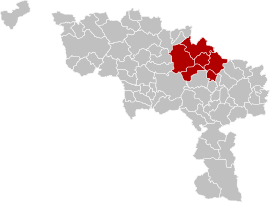
Soignies

### Helyi és települési önkormányzatok
A belga közigazgatási rendszernek megfelelően egyes helyi önkormányzatok egy várost képviselnek, míg több kisebb település esetén szokásos összevont önkormányzatot (ún. section de commune) üzemeltetni. Az önkormányzatok neve mellett zárójelben a térképen látható számuk van megadva.
| Ath járás - Ath (4) - Belœil (6) - Bernissart (7) - Brugelette (11) - Chièvres (17) - Ellezelles (24) - Flobecq (31) - Frasnes-lez-Anvaing (34) | Charleroi járás - Aiseau-Presles (1) - Chapelle-lez-Herlaimont (14) - Charleroi (15) - Châtelet (16) - Courcelles (21) - Farciennes (29) - Fleurus (30) - Fontaine-l'Evêque (32) - Gerpinnes (36) - Les Bons Villers (44) - Manage (48) - Montigny-le-Tilleul (53) - Pont-à-Celles (58) - Seneffe (64) | Mons járás - Boussu (9) - Colfontaine (19) - Dour (22) - Frameries (33) - Hensies (38) - Honnelles (39) - Jurbise (40) - Lens (43) - Mons (51) - Quaregnon (59) - Quévy (60) - Quiévrain (61) - Saint-Ghislain (63) |

| Mouscron járás - Comines-Warneton (20) - Mouscron (55) | Soignies járás - Braine-le-Comte (10) - Ecaussinnes (23) - Enghien (25) - La Louvière (41) - Le Rœulx (42) - Lessines (45) - Silly (65) - Soignies (67) | Thuin járás - Anderlues (2) - Beaumont (5) - Binche (8) - Chimay (18) - Erquelinnes (26) - Estinnes (28) - Froidchapelle (35) - Ham-sur-Heure-Nalinnes (37) - Lobbes (47) - Merbes-le-Château (49) - Momignies (50) - Morlanwelz (54) - Sivry-Rance (66) - Thuin (68) | Tournai járás - Antoing (3) - Brunehaut (12) - Celles (13) - Estaimpuis (27) - Leuze-en-Hainaut (46) - Mont-de-l'Enclus (52) - Pecq (56) - Péruwelz (57) - Rumes (62) - Tournai (69) |

## Érdekesség
- Hainaut tartomány spanyol neve (Henao) az egyik leggyakoribb keresztnév a kolumbiai Paisa Régióban.
- Itt található a Belœili várkastély.